# والي أرمسترونغ
والي أرمسترونغ (بالإنجليزية: Wally Armstrong)‏ هو لاعب غولف أمريكي، ولد في 19 يونيو 1945 في نيو لندن في الولايات المتحدة.

## وصلات خارجية
- الموقع الرسمي
- والي أرمسترونغ على موقع رابطة لاعبي الغولف المحترفين (الإنجليزية)